# Desmia peruviana
Desmia peruviana là một loài bướm đêm trong họ Crambidae.